# Médecine traditionnelle africaine

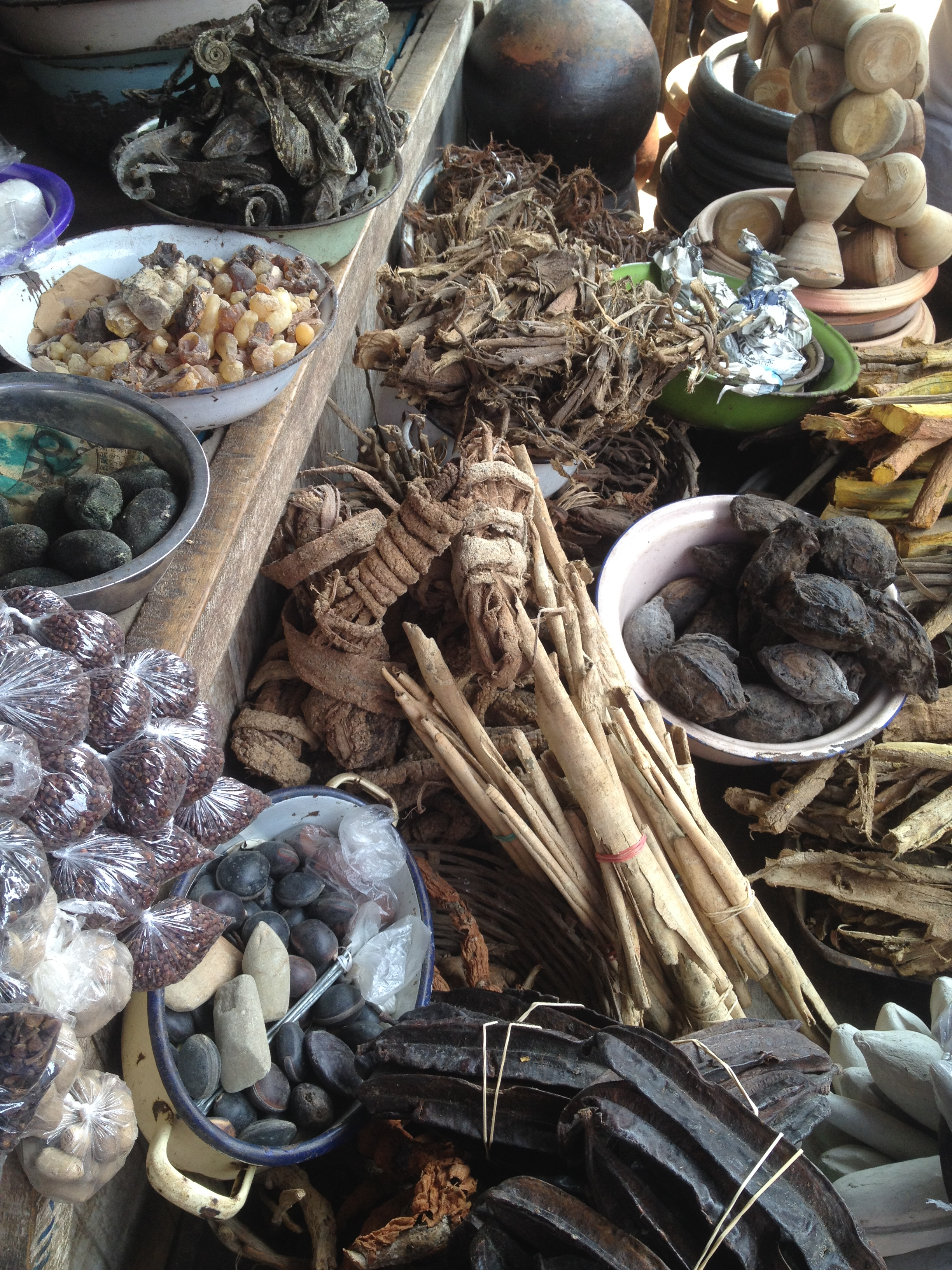
Plantes utilisées en médecine traditionnelle africaine.

La médecine africaine traditionnelle est une médecine alternative faisant appel à l'herboristerie autochtone et à la spiritualité africaine, impliquant généralement des devins, des sages-femmes, et des herboristes. Les praticiens de la médecine africaine traditionnelle affirment pouvoir soigner diverses maladies telles que les cancers, les troubles psychiatriques, l'hypertension artérielle, le choléra, les maladies vénériennes, l'épilepsie, l'asthme, l'eczéma, la fièvre, l'anxiété, la dépression, l'hyperplasie bénigne de la prostate, les infections, la goutte ; et susciter la guérison des plaies et des brûlures, et même de l'Ebola,.
Le diagnostic est obtenu par des moyens spirituels puis un traitement est prescrit, consistant généralement en un remède à base de plantes qui est considéré comme ayant non seulement des capacités de guérison, mais également une signification symbolique et spirituelle. La médecine africaine traditionnelle, convaincue que la maladie ne découle pas d'événements fortuits, mais d’un déséquilibre spirituel ou social, diffère grandement de la médecine scientifique moderne, qui repose sur des bases techniques et analytiques. Au XXIe siècle, les médicaments et les procédures médicales modernes restent inaccessibles à une grande partie des populations africaines en raison de leur coût relativement élevé et de la concentration des établissements de santé dans les centres urbains.
Avant la création de la médecine scientifique, la médecine traditionnelle était le système médical dominant pour des millions de personnes en Afrique. L'arrivée des Européens a marqué un tournant dans l'histoire de cette tradition et de cette culture anciennes. Les médicaments à base de plantes en Afrique ne font généralement pas l'objet de recherches suffisantes, et sont peu réglementés. La documentation détaillée des connaissances traditionnelles, généralement transmise oralement, fait défaut. Des erreurs d’identification ou de mauvaise utilisation des plantes en vue de guérison peuvent entraîner des effets indésirables graves.
La portée géographique de cet article est l'Afrique subsaharienne. Des traditions médicales voisines ont influencé la médecine africaine traditionnelle.

## Histoire

### Époque coloniale
La science a, par le passé, considéré les savoir traditionnels et leurs méthodes comme primitifs et arriérés. Sous le régime colonial, les guérisseurs-coutumiers africains traditionnels sont interdits car de nombreux pays les considèrent comme des pratiquants de sorcellerie et de magie, et les déclarent illégaux auprès des autorités coloniales, créant ainsi une guerre contre des aspects de la culture autochtone considérés comme relevant de la sorcellerie. Au cours de cette période, des tentatives visent également à contrôler la vente de médicaments à base de plantes. Après l'indépendance du Mozambique en 1975, ces tentatives de contrôle de la médecine traditionnelle vont jusqu'à envoyer des devins-guérisseurs dans des camps de rééducation. Alors que le colonialisme et le christianisme se propagent à travers l'Afrique, les colonialistes construisent des hôpitaux généraux, les missionnaires chrétiens des hôpitaux privés, dans l'espoir de lutter contre les maladies répandues. Peu de choses sont faites pour étudier la légitimité des pratiques traditionnelles, de nombreux étrangers estimant que les pratiques médicales indigènes sont païennes et superstitieuses, et ne peuvent être convenablement pratiquées qu'en héritant des méthodes occidentales selon Onwuanibe. En période de conflit, l’opposition a été particulièrement vive, car les gens ont davantage tendance à faire appel au domaine surnaturel. En conséquence, les médecins et les praticiens de santé ont, dans la plupart des cas, continué à fuir les tradipraticiens malgré leur contribution à la satisfaction des besoins sanitaires fondamentaux de la population.

### Période moderne

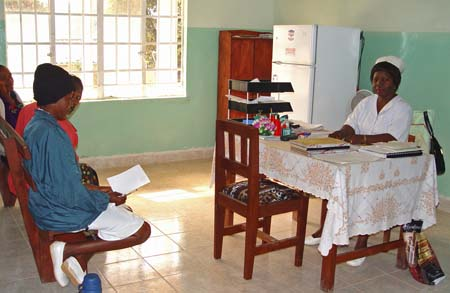
Patients consultant une infirmière à l'hôpital Koidu en Sierra Leone.

Depuis le début du XXIe siècle, les traitements et les remèdes utilisés dans la médecine africaine traditionnelle ont été mieux appréciés par les chercheurs en sciences. Les pays en développement ont commencé à prendre conscience des coûts élevés des systèmes de soins de santé modernes et des techniques nécessaires, prouvant ainsi la dépendance de l'Afrique à cet égard. Pour cette raison, un intérêt a été exprimé pour l'intégration de la médecine africaine traditionnelle dans les systèmes de soins de santé nationaux du continent. Un guérisseur africain a adopté ce concept en construisant à Kwa-Mhlanga, en Afrique du Sud, un hôpital de 48 lits, le premier du genre, combinant des méthodes traditionnelles avec l'homéopathie, l'iridologie, et d'autres méthodes de guérison occidentales, y compris même des médecines traditionnelles asiatiques. Cependant, la technologie très sophistiquée impliquée dans la médecine moderne, qui commence à s'intégrer dans le système de santé africain, pourrait éventuellement détruire des valeurs culturelles profondément ancrées en Afrique.

## Diagnostics
Les diagnostics et les méthodes de traitement choisis en médecine africaine traditionnelle reposent essentiellement sur des aspects spirituels, souvent fondés sur la conviction que les aspects psycho-spirituels doivent être traités avant les aspects médicaux. Dans la culture africaine, on pense que « personne ne tombe malade sans raison suffisante ». Les praticiens traditionnels considèrent le « qui » comme ultime, plutôt que le « quoi », pour localiser la cause et le traitement d'une maladie, et les réponses fournies découlent des croyances cosmologiques du peuple. Plutôt que de rechercher les raisons médicales ou physiques d'une maladie, les guérisseurs traditionnels tentent de déterminer la cause fondamentale de la maladie, qui résulterait d'un déséquilibre entre le patient et son environnement social ou le monde spirituel, et non de causes naturelles. Les causes naturelles sont considérées comme dues à l'intervention d’esprits ou de dieux. Par exemple, la maladie peut être attribuée à la culpabilité de la personne, de la famille ou du village pour un péché ou une atteinte morale. La maladie proviendrait donc du mécontentement des dieux ou de Dieu, à cause d'une infraction à la loi morale universelle. Selon le type de déséquilibre que connaît l'individu, une plante de guérison appropriée sera utilisée, selon sa signification symbolique et spirituelle ainsi que pour son effet médicinal.
Quand une personne tombe malade, un praticien traditionnel utilise des incantations pour établir un diagnostic. Ces incantations donnent un aspect de connexions mystiques et cosmiques. La divination est généralement utilisée si la maladie n'est pas facilement identifiable, sinon la maladie peut être rapidement diagnostiquée et traitée. Si la divination est nécessaire, le praticien conseillera au patient de consulter un devin qui pourra en outre diagnostiquer et « guérir ». Le contact avec le monde des esprits par la divination nécessite souvent non seulement des médicaments, mais aussi des sacrifices.

## Traitements
Les praticiens traditionnels utilisent une grande variété de traitements, allant de la « magie » aux méthodes biomédicales telles que le jeûne et les régimes amaigrissants, la phytothérapie, le bain, les massages et les procédures chirurgicales. Les migraines, la toux, les abcès et la pleurésie sont souvent traités en pratiquant des entailles dermiques, après quoi une pommade à base de plantes est appliquée avec des médicaments eux aussi à base de plantes. Les animaux sont également parfois utilisés pour transférer la maladie ultérieurement, ou pour la fabrication de médicaments de zoothérapie. Certaines cultures frottent une pommade aux herbes chaudes sur les paupières du patient pour soigner les maux de tête. Le paludisme est traité en buvant et en utilisant la vapeur d'un mélange à base de plantes. Les fièvres sont souvent traitées à l'aide d'un bain de vapeur. En outre, on provoque des vomissements ou des émétiques dans le but de guérir certaines maladies. Par exemple, le bœuf cru est trempé dans la boisson d'une personne alcoolique afin de provoquer des vomissements et des nausées, et de traiter l'alcoolisme. Dans la baie du Bénin, les autochtones utilisent la graisse d'un boa constricteur pour guérir soi-disant de la goutte et des rhumatismes. On pense également qu'elle soulage les douleurs à la poitrine lorsqu'elle est frottée à la peau. En Afrique du Sud, des os de babouins sont utilisés comme traitement de l'arthrite, et le frottement des terpénoïdes du coléoptère (Mylabris sp.) sur la peau pour le traitement de maladies de la peau.
Environ 60 % à 80 % des Africains ont recours aux remèdes traditionnels pour se soigner eux-mêmes contre diverses maladies, Une revue systématique publiée en 2018 a estimé que près de 60% (58,2%) [4,6% à 94%] de la population générale en Afrique subsaharienne utilisait des médicaments traditionnels et des médicaments complémentaires. Un pourcentage important de la population sud-africaine a également recours aux remèdes traditionnels pour traiter ses animaux contre diverses maladies.

### Plantes médicinales

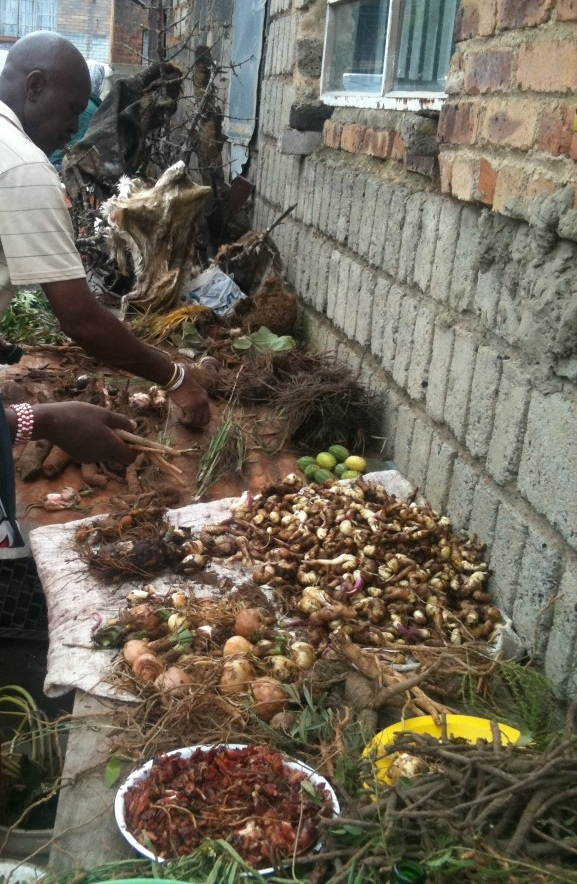
Préparation et séchage de plantes de médecine traditionnelle fraîchement déterrées (muti).

L'Afrique est dotée de nombreuses plantes pouvant être utilisées à des fins médicinales. Sur les quelque 4 600 espèces de plantes utilisées en Afrique tropicale, plus de 4 000 sont utilisées comme plantes médicinales. Les plantes médicinales sont utilisées dans le traitement de nombreuses maladies ; leur utilisation et leurs effets présentent un intérêt croissant pour les sociétés occidentales. Ces plantes sont utilisées et choisies pour leurs capacités de guérison et ont aussi souvent une signification symbolique et spirituelle. Par exemple, les feuilles, les graines et les brindilles blanches, noires et rouges sont considérées comme particulièrement symboliques ou magiques, et possèdent des propriétés spéciales.

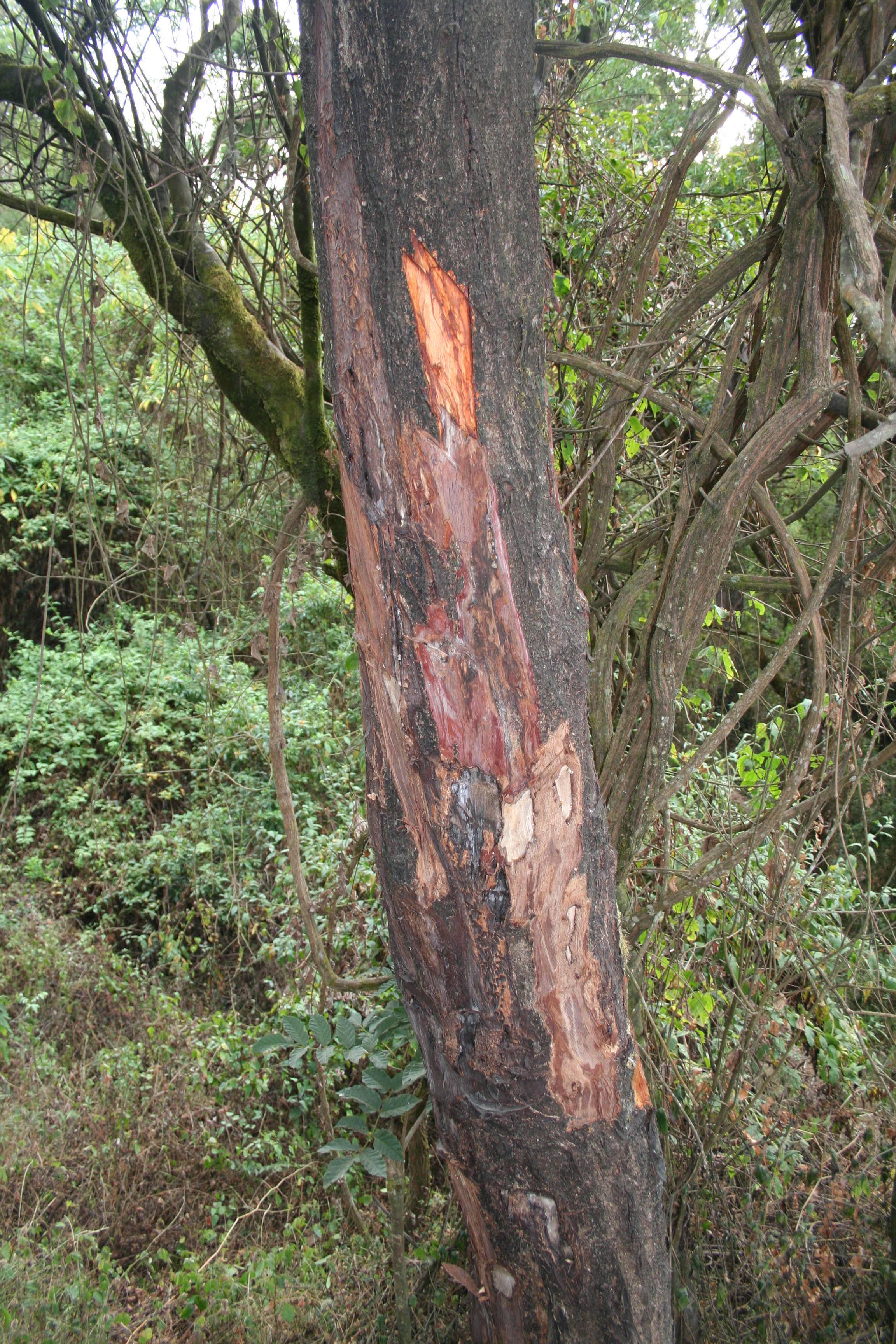
Prunus africana à l'écorce dénudée.

Pygeum (Prunus africana) : le pygeum n’est pas seulement utilisé en médecine traditionnelle africaine, mais a une réputation mondiale dans le traitement de Hypertrophie bénigne de la prostate, légère à modérée. Dans la pratique africaine traditionnelle, l'écorce est transformée en thé, alors qu'ailleurs dans le monde on la trouve dans les poudres, les teintures et les pilules. Le pygeum est vendu en Europe depuis les années 1970, et est récolté en grande quantité au Cameroun et à Madagascar chaque année.
Securidaca longipedunculata : il s'agit d'une plante tropicale que l'on trouve presque partout sur le continent et dont les utilisations varient selon les régions d'Afrique. En Tanzanie, l'écorce et la racine séchées sont utilisées comme laxatif pour les troubles du système nerveux, une tasse du mélange étant prise quotidiennement pendant deux semaines. En Afrique de l'Est, les feuilles séchées de la plante sont utilisées dans le traitement des plaies, de la toux, des maladies vénériennes et des morsures de serpent. Au Malawi, les feuilles sont également utilisées pour traiter les plaies, la toux, les maladies vénériennes et les morsures de serpent, ainsi que pour la bilharziose, et les feuilles sèches sont utilisées pour soigner les maux de tête. Dans d'autres parties du continent, des parties de la plante sont utilisées pour soigner les maladies de la peau, le paludisme, l'impuissance, l'épilepsie et sont également utilisées comme aphrodisiaques.
Une étude, intitulée Activité inhibitrice de l'ACE des plantes nutritives dans le KwaZulu-Natal a été menée par Irene Mackraj et S. Ramesar, du département de physiologie et de chimie physiologique ; et H. Baijnath, du département des sciences biologiques et de la conservation de l’université du KwaZulu-Natal, à Durban, en Afrique du Sud, examine l’efficacité de seize plantes poussant dans la région sud-africaine du KwaZulu-Natal. Elle conclut que huit extraits de plantes pourraient être utiles pour traiter l’hypertension. Les plantes (appelées localement muti) utilisées par les guérisseurs traditionnels examinés par l'équipe étaient, entre autres, Amaranthus dubius, Amaranthus hybridus, Asystasia gangetica, Galinsoga parviflora, Justicia flava, Oxygonum sinuatum, Physalis viscosa et Tulbaghia violacea, qui se sont avérées avoir des effets positifs, ce dernier étant le plus prometteur pour abaisser la tension artérielle. La diversité infragénérique unique de Aloe L. (Aloaceae / Asphodelaceae) et les vastes utilisations thérapeutiques en Afrique australe suggèrent sa signification culturelle dans le sous-continent. Les palmiers sont très couramment utilisés comme éléments rituels, ainsi que comme ingrédient.
Certaines personnes à Grahamstown, en Afrique du Sud, utilisent des plantes et des mauvaises herbes traditionnelles comme alternative.

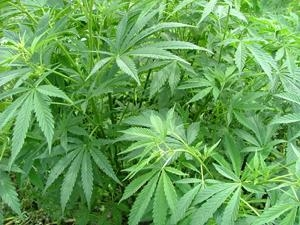
Cannabis sativa.

Les feuilles fraîches de Cannabis sativa (intsango) sont transformées en décoction, prise trois fois par jour pour traiter l'asthme, elles sont également utilisées en inhalation. En Afrique du Sud, l'intsango est utilisé pour soigner la bronchite, les maux de tête, les douleurs de l'accouchement et l'hypertension.

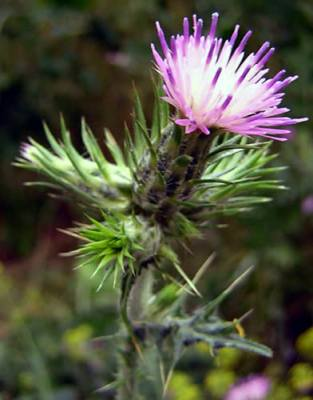
Carduus tenuiflorus.

Carduus tenuiflorus (uMhlakavuthwa) est utilisée pour extraire le poison ou les maladies. La croyance veut que la plante aspire la cause de la maladie en soi.

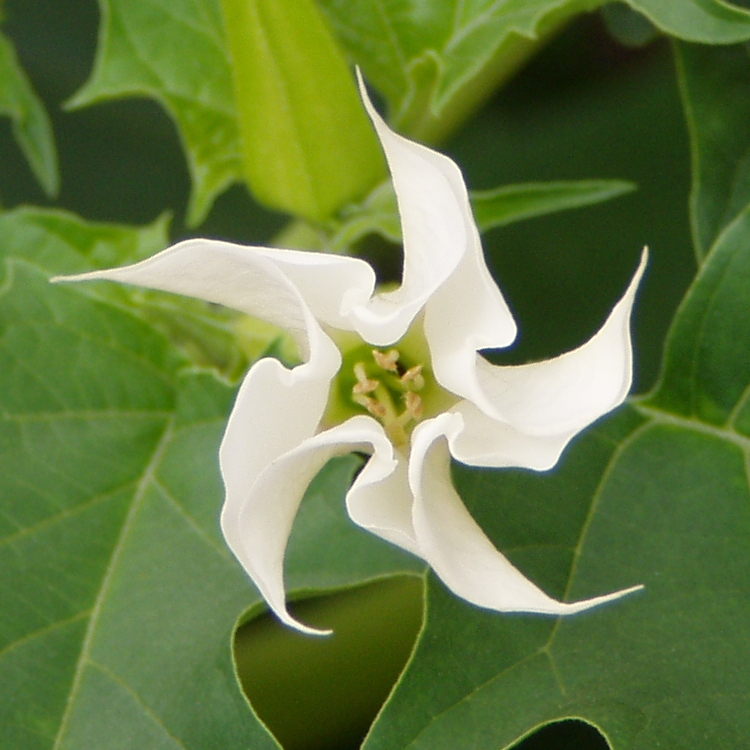
Datura stramonium.

Datura stramonium (uQhwangu-qhwangu)est utilisée en feuilles fraîches comme pansement pour soulager la douleur et l’enflure. Il est également utilisé comme antiseptique après la circoncision. Dans ce dernier cas, la plante n’est utilisée qu’une fois, elle ne doit pas être utilisée de manière répétitive, car elle peut être nocive en raison de sa puissance. Les feuilles fraîches sont également appliquées bouillies deux fois par jour.

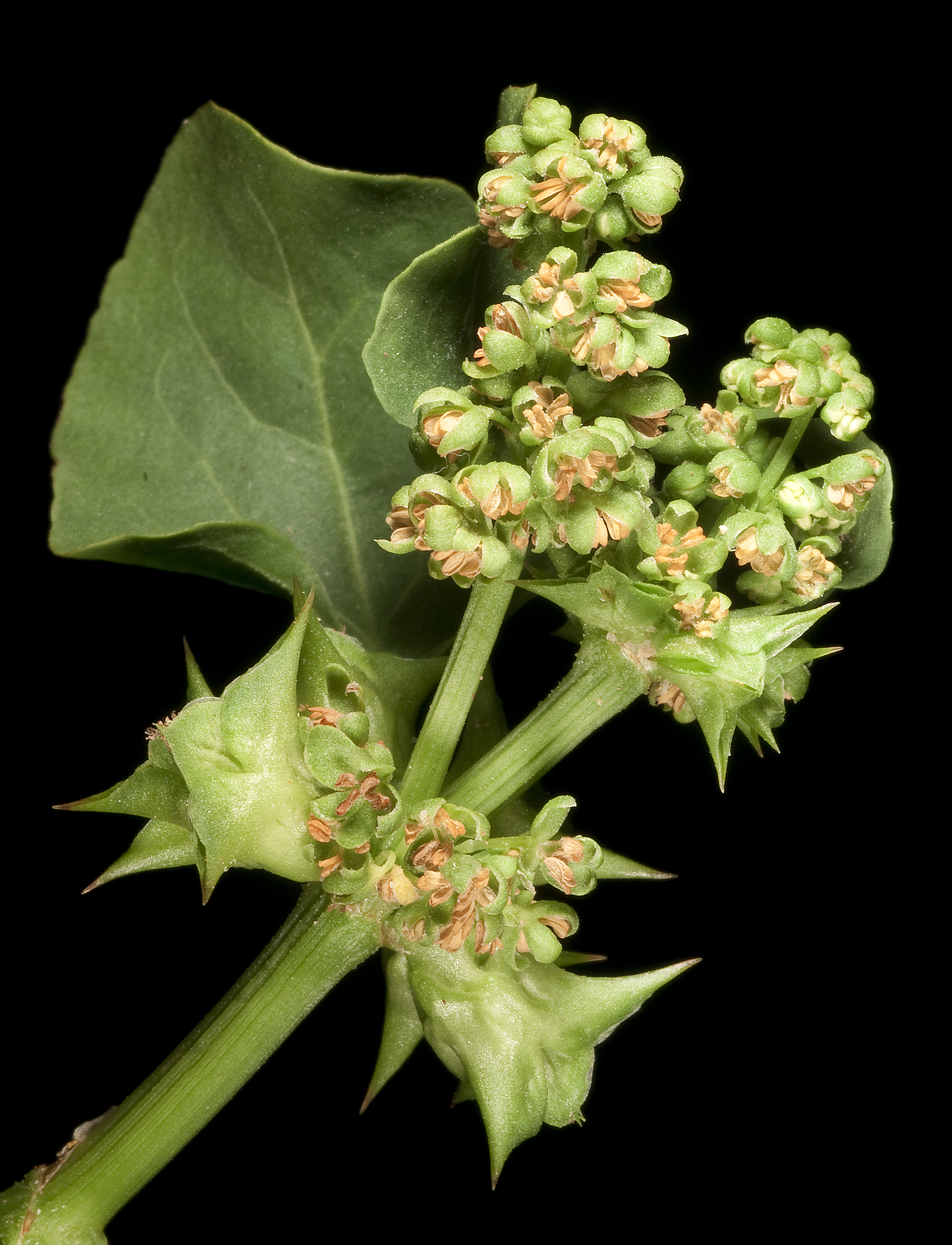
Emex australis.

Emex australis (inkunzane). Cette racine est utilisée chez les nourrissons souffrant d’agitation ou de constipation. Elle est utilisée en décoction. Les adultes utilisent également la décoction pour traiter la constipation.
Galenia secunda est utilisé pour traiter les douleurs rénales chez les adultes. La racine est mélangée avec les racines d'emex australis (inkunzane). Deux cuillères à café de décoction sont prises deux fois par jour. Il est également administré aux bébés atteints de coliques en utilisant deux gouttes par jour.

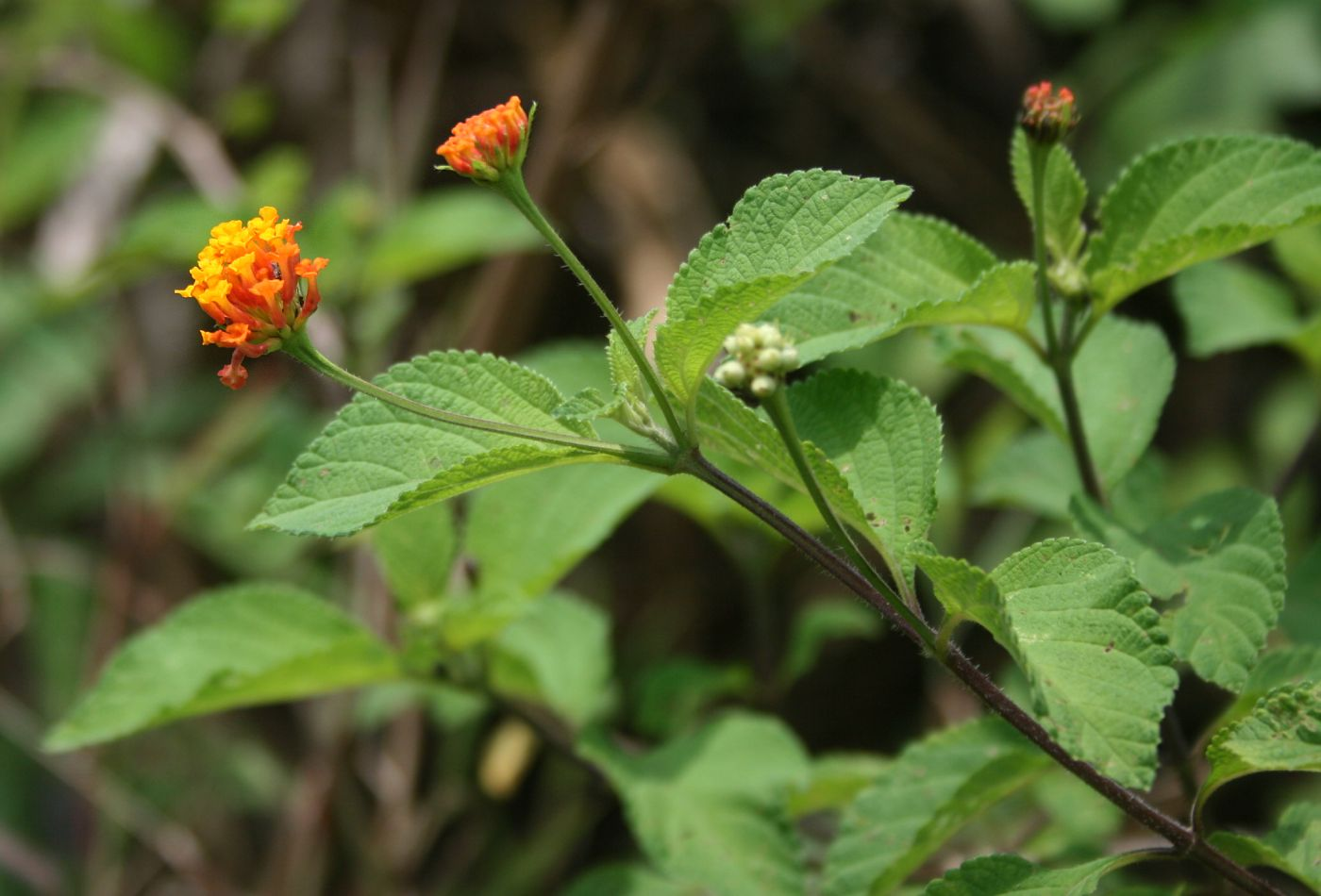
Lantana camara.

Lantana camara (iqunule) est utilisé pour traiter les douleurs dorsales et abdominales. Les racines sont bouillies dans de l'eau et bues sous forme de thé deux fois par jour. En outre, il est utilisé pour traiter les infections gonococciques et les problèmes urinaires causés par des rapports sexuels.
Opuntia ficus-indica (itolofiya) est utilisé pour traiter les plaies entre les orteils et les doigts, ces plaies sont réputées être causées par igazi elimdaka (« sang sale »). Les orteils ont tendance à devenir gonflés et suintent de pus. La feuille fraîche est cuite au feu, la gelée intérieure est ensuite appliquée sur les plaies.

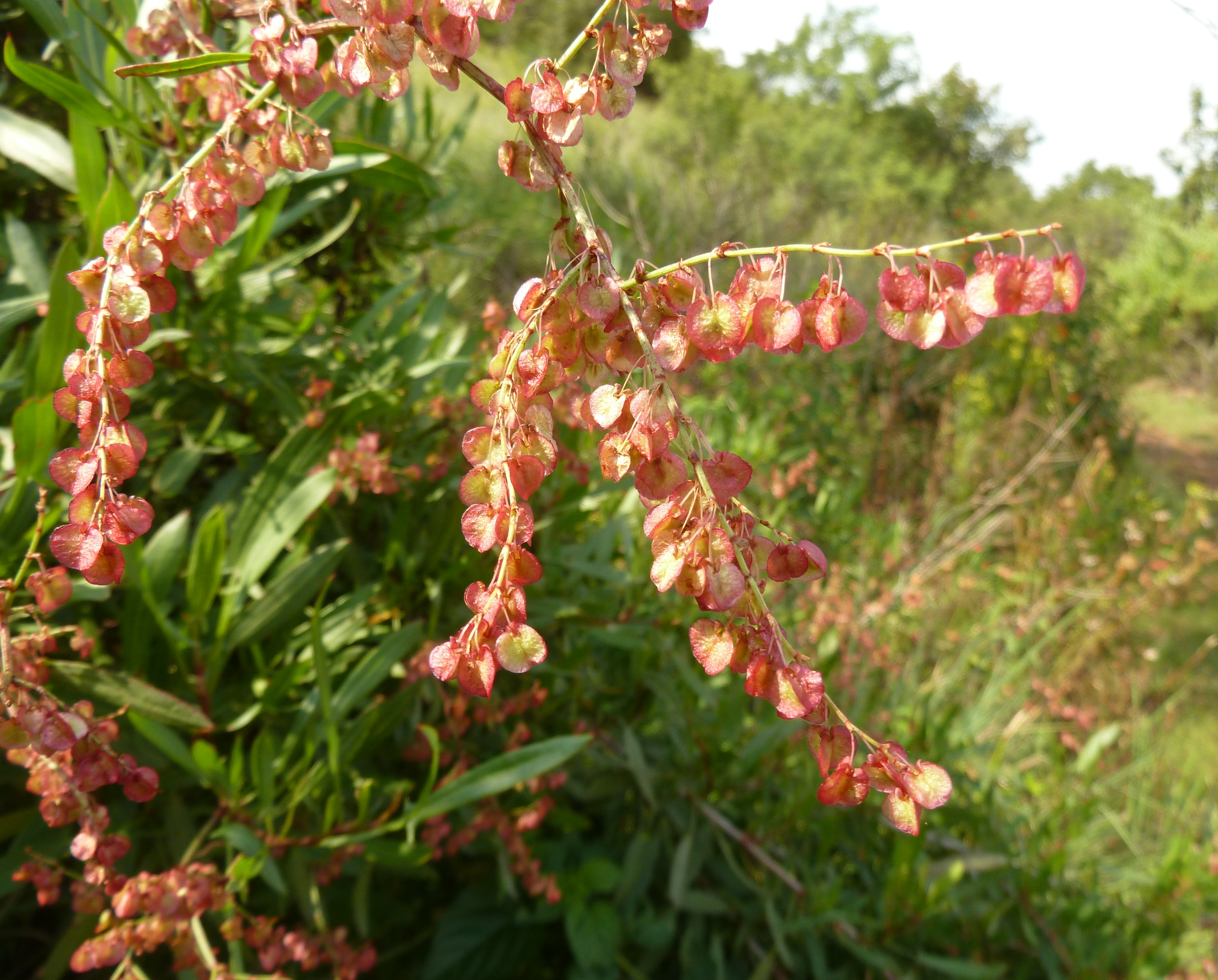
Rumex sagittatus.

Rumex sagittatus (ibhathatha) : l'infusion de racine est mise dans de l'eau froide et utilisée comme produit de lavage corporel. Il est utilisé pour nettoyer le corps des malheurs et des maux.

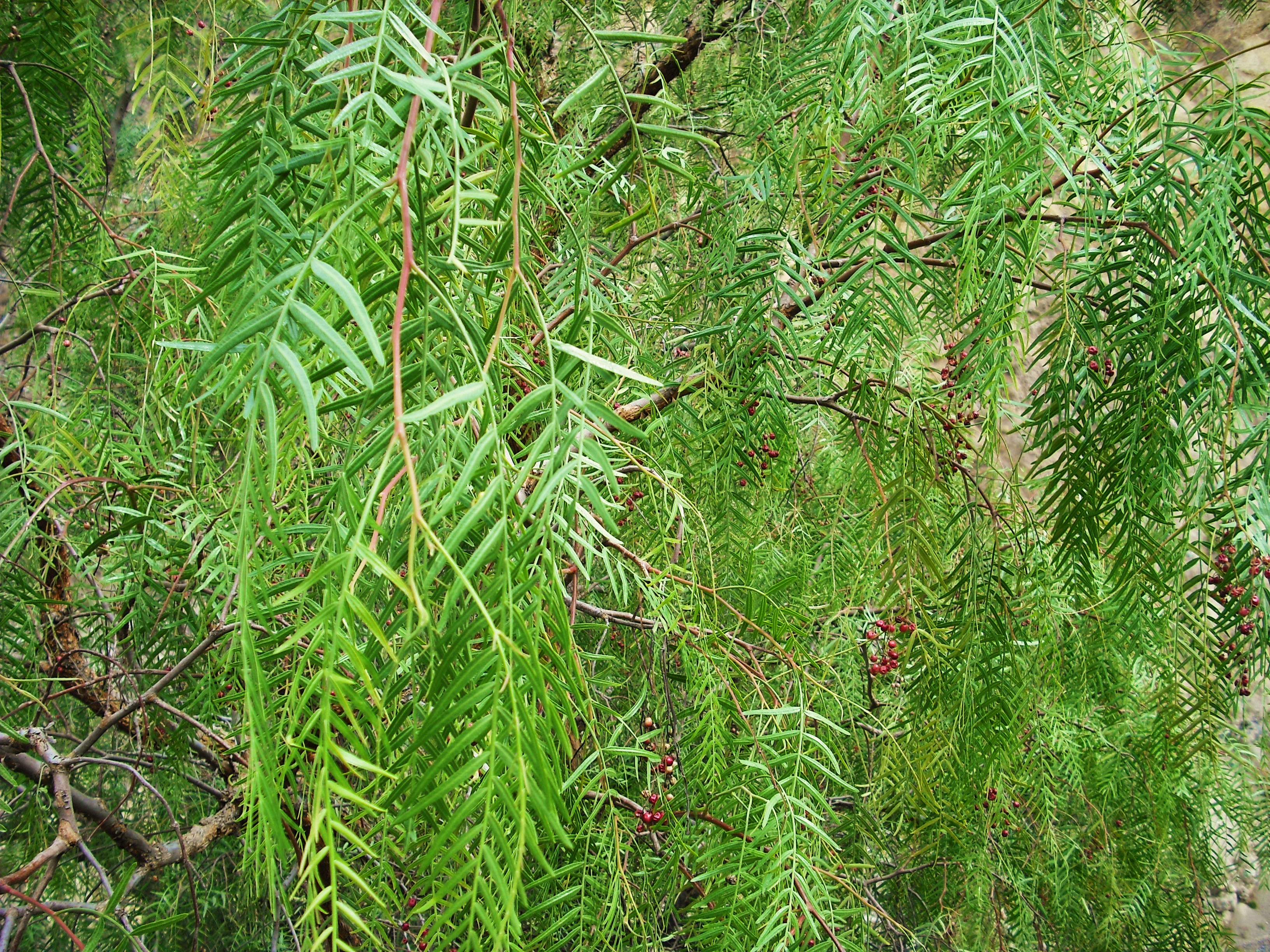
Schinus molle.

Schinus molle (ipepile). La décoction de feuilles se prend par voie orale pour traiter la fièvre et la grippe. Les feuilles sont ajoutées à de l'eau bouillante et la vapeur est utilisée pour traiter la fièvre.

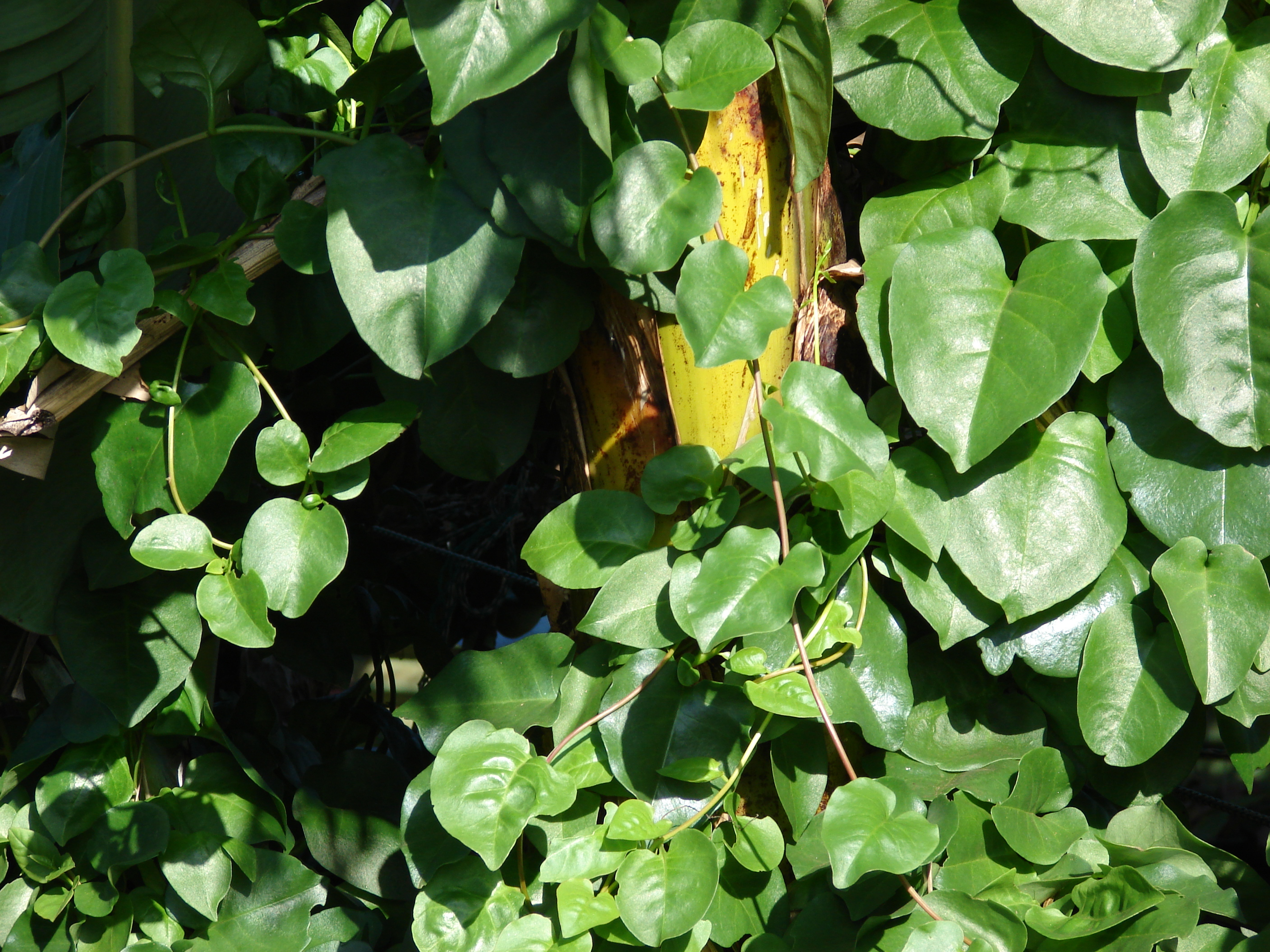
Feuilles d'Anredera cordifolia.

Anredera cordifolia (idlula) : les feuilles des plantes sont écrasées et appliquées sur des pieds enflés dont la cause est attribuée à une mauvaise circulation sanguine. Il est également utilisé pour traiter les problèmes de reins ou de foie. La sève des feuilles est ensuite utilisée pour traiter les éruptions cutanées causées par le contact avec de l'eau sale.
Araucaria bidwillii (indiyandyiya). Elle est utilisée pour traiter l'aménorrhée causée par des problèmes congénitaux, la tuberculose et la malnutrition. L'écorce est râpée et une cuillère à soupe des restes est mélangée à 750 ml d'eau froide. Le mélange est pris oralement une fois par jour.
Araujia sericifera (iquwa) est utilisé pour traiter l'amafufunyana, décrit par Ngubane comme une forme extrême de dépression associée à des symptômes psychotiques tels que des idées délirantes, l'hystérie, une explosion de violence et des idées de suicide. Les racines sont mélangées avec d'autres médicaments.
Argemone mexicana (ikhakhakhakha). Cette décoction de racine est mélangée aux racines du rubus pinnatus (iqunube). Elle est administrée au moyen d'un lavement pour guérir les douleurs rénales. Le mélange doit être utilisé immédiatement, car s'il reste longtemps au repos, il devient nocif.
Bidens pilosa (umhlabangubo) est utilisé pour traiter l'infertilité chez les femmes. Les racines sont nettoyées, bouillies dans de l'eau puis prises par voie orale. En outre, il est utilisé pour se laver le corps après que les feuilles aient été trempées pendant la nuit dans l'eau de bain. Ainsi, on croit que l'eau de baignade protège des esprits diaboliques (imoya emdaka).
Parmi les autres plantes étudiées scientifiquement en 2016, citons Erigeron floribundus, une plante médicinale utilisée au Cameroun, inhibée par le nicotinate mononucléotide adénylyltransférase de Staphylococcus aureus (NadD), mais sans effet sur l'analogue humain. Le spathulénol et le limonène font partie des composants d'huiles essentielles.
Un médicament traditionnel de l'arbre tropical Olon et une autre espèce du genre Zanthoxylum se sont avérés avoir des composés synergiques qui tuent à la fois les moustiques et leurs parasites plasmodium.

### Spiritualité

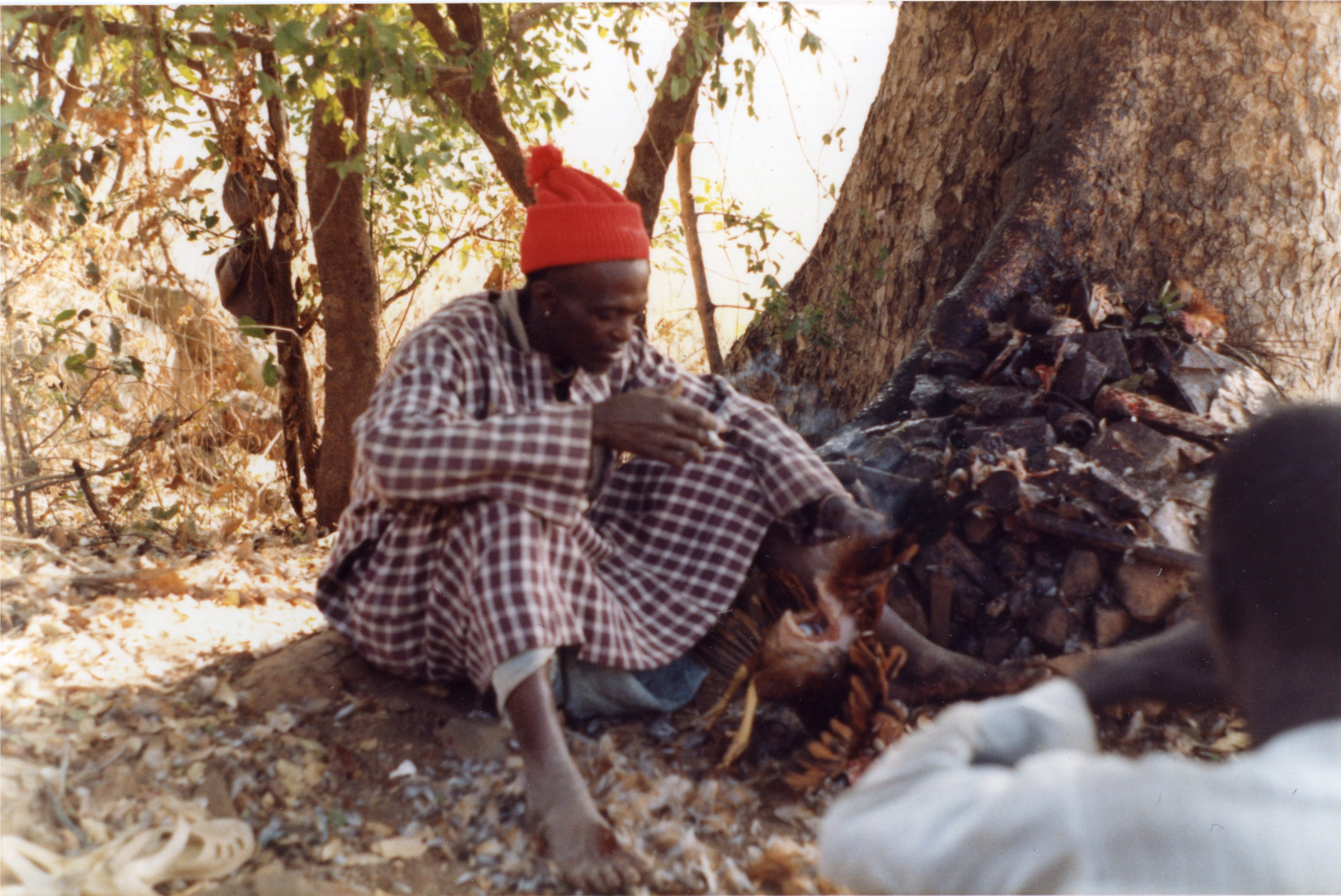
Un devin Bédik à Iwol, au sud-est du Sénégal (Afrique de l'Ouest). Il prédit en examinant la couleur des organes des poulets sacrifiés.

Certains guérisseurs peuvent utiliser des charmes, des incantations et des lancers de sorts dans leurs traitements. La nature dualiste de la médecine africaine traditionnelle entre le corps et l’esprit, la matière et l’esprit et leurs interactions les unes avec les autres sont également considérées comme une forme de magie. Richard Onwuanibe donne à l'une de ces formes de magie le nom de Extra-Sensory-Projection. Une conviction chez les Ibos du Nigéria veut que les guérisseurs puissent implanter quelque chose chez une personne à distance pour leur infliger la maladie. C'est ce que les Ibos appellent egba ogwu. Pour retirer l'objet malin, l'intervention d'un deuxième homme de médecine est généralement requise, qui l'enlève ensuite en pratiquant une incision chez le patient. Egba ogwu implique des processus psychokinétiques. Une autre forme de magie utilisée par ces pratiquants, qui est plus largement connue, est la magie sympathique, dans laquelle un modèle est fait de la victime. Les actions effectuées sur le modèle sont transférées à la victime, de la même manière que la poupée vaudou. Dans les cas où les esprits des parents décédés troublent les vivants et causent des maladies, les médecins prescrivent des remèdes, souvent sous la forme de sacrifices propitiatoires, afin de les mettre au repos afin qu'ils ne gênent plus les vivants, surtout les enfants. Utiliser des charmes et des amulettes pour soigner des maladies est une pratique incertaine qui nécessite des recherches scientifiques plus poussées.

Le désert du Kalahari (en rouge) et le bassin du Kalahari (en orange).

Dans les cultures africaines, l'acte de guérir est considéré comme un acte religieux. Par conséquent, le processus de guérison tente souvent de faire appel à Dieu, car c’est lui qui peut non seulement infliger une maladie, mais aussi guérir. Les Africains ont une vision du monde religieuse qui les rend conscients de la faisabilité d'une intervention divine ou spirituelle dans la guérison, de nombreux guérisseurs se référant au dieu suprême comme source de leur pouvoir médical. Par exemple, le  !Kung du désert du Kalahari croient que le grand Dieu Hishe a tout créé et, par conséquent, contrôle toutes les maladies et la mort. Hishe, cependant, confère à certains hommes des pouvoirs mystiques pour soigner la maladie. Hishe se présente à ces guérisseurs en rêves et en hallucinations en leur donnant un pouvoir curatif. Parce que ce dieu est assez généreux pour donner ce pouvoir aux guérisseurs, ils sont censés pratiquer la guérison librement. Le guérisseur !Kung effectue une guérison à travers une danse tribale. Loma Marshall, qui a effectué des expéditions dans le sud-ouest de l'Afrique avec sa famille pour étudier les !Kung, décrit la danse de guérison comme suit : 

« Aux danses, non seulement les malades peuvent être guéris, mais le mal et le malheur peuvent être évités. Les !Kung croient que le grand dieu peut envoyer Gauwa ou les Gawwas à tout moment avec une maladie pour quelqu'un, et que ces êtres peuvent être leurrés dans l'attente de leur chance de l'infliger. Les guérisseurs des danses les combattent, les chassent et protègent les gens. Habituellement, plusieurs guérisseurs entrent en action en même temps. Pour les guérir, ils entrent en transe, dont la profondeur varie au fur et à mesure que la cérémonie avance... Quand un homme commence, il quitte la file des hommes qui dansent et, tout en chantant, se penche sur la personne qu’il va guérir, s’adressant à toutes les personnes présentes, même les enfants. Il pose une main sur la poitrine de la personne, une autre sur le dos et agite les mains. Les !Kung croient que de cette manière, ils attirent la maladie réelle ou potentielle hors de la personne par leurs propres bras... Finalement, le guérisseur lève les bras au ciel pour chasser la maladie et la jette dans l’obscurité vers Gauwa ou le gauwasi, qui sont au-delà de la lumière du feu, avec une harpe et aux cris de "Kai Kai Kai". »

Loma Marshall ne donne aucune information quant à savoir si la danse réussit ou non à guérir le patient, mais dit que cela épure les émotions des gens pour leur « soutien, réconfort et espoir ».

## Praticiens traditionnels

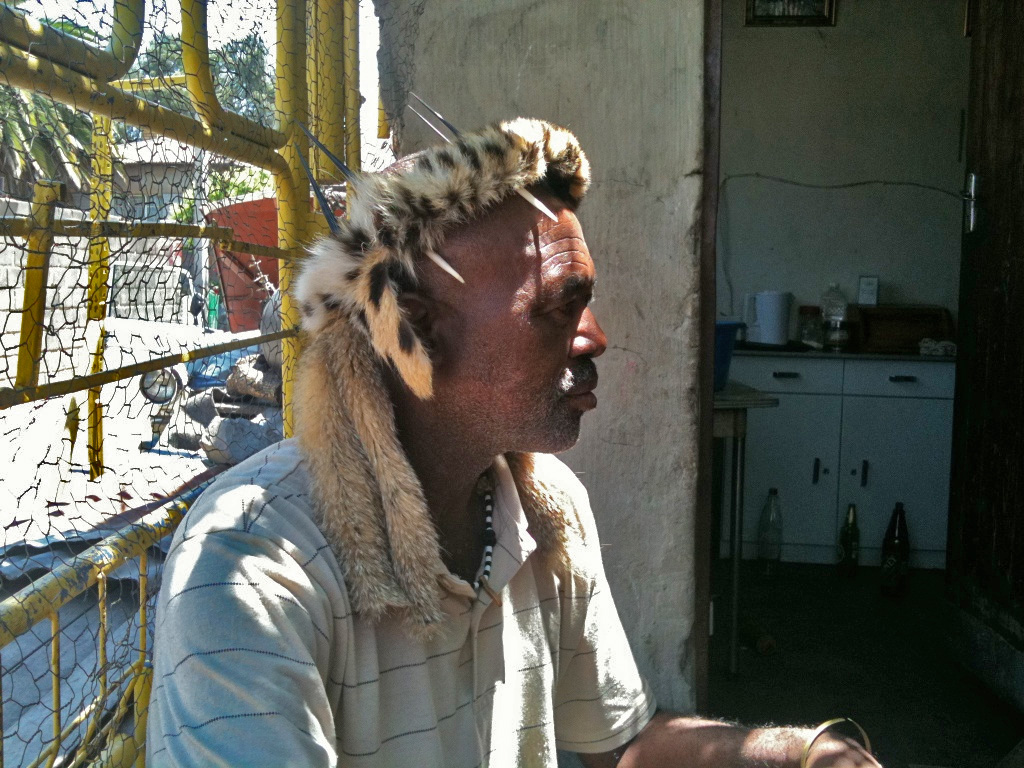
Inyanga / Sangoma de Johannesburg, Afrique du Sud.

Beaucoup de tradipraticiens sont des personnes sans éducation, qui ont plutôt reçu des connaissances sur les plantes médicinales et leurs effets sur le corps humain par leurs ancêtres. Ils s'impliquent profondément et personnellement dans le processus de guérison, et protègent les connaissances thérapeutiques en les gardant secrètes.

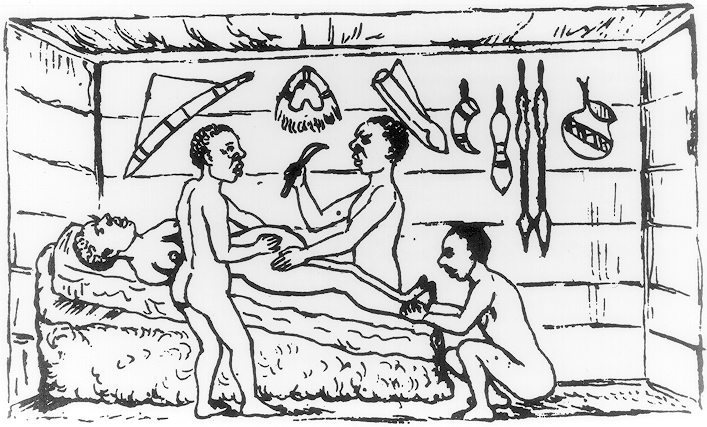
Césarienne réussie réalisée par des guérisseurs indigènes à Kahura, en Ouganda. Comme observé par RW Felkin en 1879.

D'une manière similaire à la pratique médicinale orthodoxe, les praticiens de la médecine traditionnelle se spécialisent dans des domaines particuliers de leur profession. Certains, tels que les Inyanga du Swaziland, sont des spécialistes de l'herboristerie, tandis que d'autres, tels que les sangomas d'Afrique du Sud, sont des experts de la guérison spirituelle en tant que devins, tandis que d'autres se spécialisent dans une combinaison des deux formes de pratique. Il y a aussi les scalulomenteurs traditionnels et des accoucheurs. Les herboristes sont de plus en plus populaires en Afrique avec le marché émergent du commerce des herbes à Durban qui attirerait entre 700 000 et 900 000 commerçants par an en provenance d’Afrique du Sud, du Zimbabwe et du Mozambique. Des marchés commerciaux plus petits existent dans presque toutes les communautés. Leur connaissance des herbes a été inestimable dans les communautés africaines et ils ont été les seuls à pouvoir les rassembler dans la plupart des sociétés. Les sages-femmes utilisent aussi beaucoup les plantes indigènes pour faciliter l'accouchement. Les guérisseurs africains « décrivent et expliquent la maladie en termes d'interaction sociale et agissent avec la conviction que la religion imprègne tous les aspects de l'existence humaine ».

### Paiements
Les guérisseurs traditionnels, comme toute autre profession, sont récompensés pour leurs services. Dans les sociétés africaines, le paiement d'un traitement dépend de son efficacité. Ils ne demandent le paiement qu'après le traitement. Ceci est une autre raison pour laquelle beaucoup préfèrent les guérisseurs traditionnels aux médecins occidentaux qui exigent un paiement avant que le patient ait évalué l'efficacité du traitement. Les méthodes de paiement ont évolué au fil du temps, de nombreux praticiens demandant un paiement en argent, en particulier en milieu urbain, plutôt que de recevoir un bien en échange, comme c'était le cas auparavant.
Il y a également un nombre croissant de praticiens frauduleux qui ne cherchent qu'à gagner de l'argent, en particulier dans les zones urbaines,.

### Apprentissage du métier
Certains guérisseurs apprennent le métier par expérience personnelle, en étant traités comme patients, puis décident de devenir guérisseurs après leur guérison. D'autres deviennent des praticiens traditionnels par le biais d'un « appel spirituel » et, par conséquent, leurs diagnostics et leurs traitements sont décidés par le biais du surnaturel. Dans certaines cultures, un signe d'appel peut provenir d'un dérangement mental qui serait causé par Agwu Nshi, l'esprit de divination, dont le guérisseur s'inspire. Grâce à un entraînement, la stabilité psychologique est finalement atteinte. Une autre voie consiste à recevoir les connaissances et les compétences transmises de manière informelle par un membre de la famille proche tel qu'un père ou un oncle, voire une mère ou une tante dans le cas des sages-femmes. L'apprentissage auprès d'un praticien établi, qui enseigne formellement le métier et est rémunéré pour son tutorat, est un autre moyen de devenir un guérisseur. La formation est complexe, en fonction du type de pratique médicale à laquelle aspire le praticien en devenir. Une fois que l'apprenti est officiellement initié en tant que guérisseur, il est, dans certaines sociétés, considéré à moitié homme et à moitié esprit, possédant le pouvoir de médiation entre le monde humain et le monde surnaturel pour invoquer le pouvoir spirituel dans leurs processus de guérison.

### Importance
En Afrique, l’importance des guérisseurs traditionnels et des remèdes à base de plantes indigènes jouent un rôle crucial dans la santé de millions de personnes. Selon le Centre de recherches pour le développement international (CRDI), environ 85% d’Africains utilisent régulièrement ces services pour les soins de santé primaires en Afrique subsaharienne. Les ratios relatifs de tradipraticiens et de médecins formés à l'université par rapport à l'ensemble de la population des pays africains témoignent de cette importance. Par exemple, au Ghana, dans le district de Kwahu, chaque pratiquant traditionnel compte 224 personnes, contre un médecin formé à l’université pour près de 21 000. La situation est la même au Swaziland : 110 personnes pour chaque guérisseur, alors qu’il y a 10 000 personnes pour chaque médecin formé à l’université. Selon le spécialiste de la biodiversité et de la médecine traditionnelle du CRDI basé à Nairobi, François Gasengayire, il existe un guérisseur pour 200 habitants dans la région de l'Afrique australe, ce qui représente un ratio médecin / patient beaucoup plus élevé qu'en Amérique du Nord.
Ratios entre médecins (pratiquant la médecine moderne) et tradipraticiens / patients d'Afrique orientale et australe :
| Pays           | Médecin / Patient                                                                      | Tradipraticien / Patient                              | Références                                                                          |
| -------------- | -------------------------------------------------------------------------------------- | ----------------------------------------------------- | ----------------------------------------------------------------------------------- |
| Botswana       |                                                                                        | Estimés à 2 000 en 1990                               | Moitsidi, 1993                                                                      |
| Erythrée       | Médecins estimés à 120 en 1995                                                         |                                                       | Gouvernement d'Érythrée, 1995                                                       |
| Ethiopie       | 1: 33 000                                                                              |                                                       | Banque mondiale, 1993                                                               |
| Kenya          | 1: 7 142 (total)                                                                       | 1: 987 (Urban-Mathare)                                | Banque mondiale, 1993                                                               |
|                | 1: 833 (Urban-Mathare)                                                                 | 1: 378 (Rural-Kilungu)                                | Good 1987                                                                           |
| Lesotho        |                                                                                        | PGT autorisés estimés à 8.579 en 1991                 | Scott et al. 1996                                                                   |
| Madagascar     | 1: 8 333                                                                               |                                                       | Banque mondiale, 1993                                                               |
| Malawi         | 1: 50 000                                                                              | 1: 138                                                | Msonthi et Seyani, 1986                                                             |
| Mozambique     | 1: 50 000                                                                              | 1: 200                                                | Green et al. 1994                                                                   |
| Namibie        |                                                                                        | 1: 1 000 (Katutura) 1: 500 (Cuvelai) 1: 300 (Caprivi) | Lumpkin, 1994                                                                       |
| Somalie        | 1: 14 285 (total) 1: 2 149 (Mogadiscio) 1: 54 213 (région centrale) 1: 216 539 (Sanag) |                                                       | Banque mondiale, 1993; Elmi et al. 1983                                             |
| Afrique du Sud | 1: 1 639 (total) 1: 17 400 (zones de la patrie)                                        | 1: 700-1,200 (Venda)                                  | Banque mondiale, 1993 (Venda et Overall), Savage, 1985 * Arnold et Gulumian, 1987 * |
| Soudan         | 1: 11 000                                                                              |                                                       | Banque mondiale, 1993                                                               |
| Swaziland      | 1: 10 000                                                                              | !: 100                                                | Green, 1985; Hoff et Maseko, 1986                                                   |
| Tanzanie       | 1: 33 000                                                                              | 1: 350-450 dans DSM                                   | Banque mondiale, 1993; Swantz, 1984                                                 |
| Ouganda        | 1: 25 000                                                                              | 1: 708                                                | Banque mondiale, 1993; Amai, 1997                                                   |
| Zambie         | 1: 11 000                                                                              |                                                       | Banque mondiale, 1993                                                               |
| Zimbabwe       | 1: 6 250                                                                               | 1: 234 (urbain) 1: 956 (rural)                        | Banque mondiale, 1993; Gelfand et al. 1985                                          |

Ce tableau montrant le ratio de praticien de médecine traditionnelle par patient et de praticien occidental par patient montre que, dans de nombreuses régions d’Afrique, les praticiens formés à la médecine moderne sont rares. Pour cette raison, les guérisseurs se révèlent être un groupe important et influent dans le domaine des soins de santé primaires, une partie intégrante de la culture africaine, et ils sont indispensables à la santé de ses habitants. Sans eux, beaucoup de gens resteraient non soignés.
Les médicaments et traitements fabriqués par les sociétés pharmaceutiques occidentales sont beaucoup trop coûteux et insuffisamment disponibles pour la plupart des Africains. De nombreuses communautés rurales africaines ne peuvent pas payer le prix élevé des produits pharmaceutiques, et ne peuvent pas les obtenir facilement, même si elles étaient abordables. les guérisseurs restant leur seul moyen d'assistance médicale. Selon Sekagya Yahaya Hills, dentiste et guérisseur traditionnel diplômé d'université en Ouganda, certains des remèdes à base de plantes proposés par les guérisseurs sont non seulement abordables, mais également efficaces, même pour le traitement du SIDA. Hills a lu sa Déclaration des guérisseurs traditionnels à la 13e Conférence internationale sur le SIDA et les infections sexuellement transmissibles (IST) en Afrique, qui résumait le rôle important de la médecine traditionnelle en déclarant: « En tant que guérisseurs traditionnels, nous sommes les prestataires de soins de santé les plus fiables et les plus accessibles dans nos communautés. Nous avons une expérience variée et précieuse dans le traitement des maladies liées au SIDA et acceptons la grande responsabilité de continuer à le faire ». Cette forme de médecine étant « le système de soins de santé le plus abordable et le plus accessible pour la majorité de la population rurale africaine », l'Union africaine a déclaré que 2001 à 2010 serait la décennie de la médecine traditionnelle africaine dans le but d'obtenir « des soins traditionnels de qualité, abordables et accessibles à la grande majorité de la population ».
L'utilisation excessive de plantes est un risque écologique, car cela peut entraîner leur extinction,.

## Relation avec la médecine moderne
Avant la création de la médecine scientifique, la médecine traditionnelle était le système médical dominant pour des millions de personnes en Afrique, mais l'arrivée des Européens a marqué un tournant dans l'histoire de cette tradition et de cette culture ancestrales. Bien que la médecine scientifique moderne soit un succès dans les pays développés, elle n’a pas le même impact dans de nombreux pays africains sous-développés. Dans certains domaines, tels que la propagation de diverses maladies, elles ne peuvent pas s'intégrer totalement à la culture et à la société. Le système de santé occidental n’a pas été aussi efficace en Afrique que dans les régions développées du monde pour de nombreuses raisons. Les hôpitaux et les installations médicales sont difficiles d'accès pour de nombreux Africains. Avec de vastes étendues de terres et des systèmes routiers et de transport médiocres, de nombreux Africains autochtones doivent parcourir d’immenses distances à pied pour obtenir de l’aide. Une fois arrivés, ils doivent souvent faire la queue jusqu'à huit heures, en particulier dans les zones urbaines, car le manque de cliniques et de ressources entraîne une surpopulation. Les patients sont rarement informés de la cause de leur maladie, et n'ont aucun moyen de les prévenir ou de s'y préparer. La technologie utilisée est généralement de mauvaise qualité, ce qui nuit à la qualité du traitement. La médecine moderne peut également être trop chère pour que l’Africain moyen puisse se le permettre, ce qui rend difficile pour eux l'accès à des soins adéquats. Enfin, la médecine moderne éloigne les Africains autochtones de leur culture et leurs traditions, qui sont de la plus haute importance pour eux. Ils n'obtiennent pas la guérison spirituelle que leur culture recherche et que l'idéologie traditionnelle exige.
Les effets de certaines plantes médicinales africaines ont suscité un intérêt accru. L'industrie pharmaceutique en est venue à considérer la médecine traditionnelle comme une source d'identification d'agents bioactifs pouvant être utilisés dans la préparation de médicaments de synthèse. Les industries pharmaceutiques étudient les effets médicinaux des plantes les plus communément utilisées pour la fabrication de médicaments. Certaines pratiques peuvent être apprises de la pratique africaine traditionnelle. En comparant les techniques des guérisseurs africains et les techniques occidentales, le psychiatre nigérian T. Adeoze Lambo a déclaré en 1979: "Il y a environ trois ans, nous avons procédé à une évaluation, nous avons découvert qu'en réalité, ils obtenaient près de soixante pour cent de succès dans le traitement de la névrose. Et nous atteignions quarante pour cent, en fait, moins de quarante pour cent.

### Efficacité
Les médicaments à base de plantes en Afrique ne font généralement pas l'objet de recherches suffisantes et sont peu réglementés. La documentation détaillée des connaissances traditionnelles, généralement transmise oralement, fait défaut. Plusieurs plantes médicinales africaines ont montré des effets anti-trypanosomiens encourageants, mais la recherche n’en est qu’au stade de la conception. Une faible proportion d'usines de médecine ethnovétérinaire en Afrique du Sud ont fait l'objet de recherches sur leur activité biologique. Ces recherches ont identifié l'utilisation future possible et favorable de l'espèce Hypoxis (connue localement sous le nom de inkomfe ou pomme de terre africaine) à la fois en médecine traditionnelle et en médecine moderne. Les sangomas sud-africains sont depuis longtemps les défenseurs d'une plante traditionnelle locale appelée undele ou kankerbos (Sutherlandia frutescens), affirmant qu'elle aide au traitement du VIH / sida, du cancer et de la tuberculose. Des données précliniques suffisantes sur Sutherlandia frutescens fournissent des hypothèses plausibles pouvant expliquer l'efficacité alléguée.

### Sécurité
Une faible proportion des plantes utilisées en médecine ethnovétérinaire en Afrique du Sud ont fait l'objet de recherches sur leurs effets toxiques. Les effets indésirables potentiels des médicaments traditionnels sud-africains ne sont pas bien documentés ; peu de recherches ont été menées sur les propriétés mutagènes et la contamination par des métaux lourds. Des effets indésirables graves, voire mortels, peuvent résulter d'une mauvaise identification ou de la mauvaise utilisation des plantes. Par exemple, diverses plantes d’aloès sont largement utilisées en médecine traditionnelle, mais certaines variétés, telles que Aloe globuligemma, sont toxiques et peuvent entraîner la mort. Le potentiel d'interactions des plantes et des pharmacocinétiques est inconnu, en particulier les interactions entre les traitements traditionnels et les antirétroviraux pharmaceutiques pour le VIH / sida. Les traitements à base de plantes sont fréquemment utilisés en Afrique comme traitement primaire du VIH / sida et des problèmes liés au VIH. La collaboration avec les guérisseurs traditionnels a été recommandée pour déterminer quels remèdes à base de plantes sont utilisés pour le VIH et pour éduquer les personnes fournissant des traitements alternatifs contre les pratiques dangereuses. Compte tenu des demandes de la population locale en matière d'utilisation de remèdes traditionnels, il a été suggéré que les écoles de médecine sud-africaines revoient leur programme en matière de médicaments traditionnels, complémentaires et alternatifs.
L'utilisation de la MT, en utilisant leur efficacité antivirale au lieu d'utiliser des antirétroviraux spécifiques, est particulièrement risquée avec le VIH. L'espoir de trouver un traitement curatif pour les infections à virus Ebola ou Marburg a été infructueux jusqu'à présent,.
Cependant, ce problème est également vrai pour la médecine moderne.